# AKB0048
 (décembre 2022).
AKB0048 (prononcé à l'anglaise : « A, K, B, zero, zero, forty-eight ») est une série d'animation japonaise créée en 2012, suivie de AKB0048 Next Stage en 2013

## Présentation
La série est créée par le studio Satelight et produite par Yasushi Akimoto. Elle est basée sur le groupe de J-pop vedette AKB48 du même producteur, dont de nombreuses chansons sont jouées dans les épisodes. Une première saison de 13 épisodes est diffusée au Japon du 29 avril au 22 juillet 2012, avant d'être éditée en DVD en juin suivant. La série anime fut précédée de quatre séries manga publiées dans des magazines de l'éditeur Kōdansha en décembre 2011 et janvier 2012. Une seconde saison, intitulée AKB0048 Next Stage, est diffusée du 5 janvier au 30 mars 2013 au Japon.
L'histoire se déroule dans le futur et raconte les aventures de jeunes chanteuses débutantes qui veulent devenir membre du groupe pop interstellaire AKB0048, successeur futuriste de AKB48, dans une société où arts et musique sont interdits. Leurs voix sont doublées par de vrais membres d'AKB48 et des groupes liés SKE48 et NMB48, qui forment également le groupe temporaire No Name pour interpréter les génériques de la série. Les voix des chanteuses titulaires du groupe fictionnel, qui portent les noms d'actuelles membres d'AKB48, sont doublées par des seiyū professionnelles.

## Synopsis
Au XXIe siècle une guerre interplanétaire a endommagé l'écosystème de la Terre, et l'humanité se retrouve forcée de coloniser les différentes planètes existantes. Dans cette nouvelle société les divertissements sont interdits car ils « perturbent le cœur ». 
48 ans plus tard, le groupe d'idols « légendaire » AKB48 est ressuscité sous le nom de AKB0048, ses membres étant de ce fait considérées comme des terroristes ; elles se retrouvent donc à prendre les armes pour défendre leur rêve et leurs fans!
Sur Lancastar, Nagisa, Yûka, Orine et Chieri vont voir le concert d'AKB0048 en secret ; à présent les quatre jeunes filles n'auront qu'un seul souhait : rejoindre le groupe ! Quatre années plus tard, les sélections pour choisir les nouvelles membres de la 77e génération du groupe ont lieu…

## Seiyū
Chanteuses fictionnelles débutantes
- Mayu Watanabe (de AKB48, team B)
- Sayaka Nakaya (Ancienne AKB48)
- Amina Satō (Ancienne AKB48)
- Haruka Ishida (de AKB48, team K)
- Sumire Satō (Ancienne AKB48)
- Kumi Yagami (Ancienne SKE48)
- Sawako Hata (de SKE48, team KII)
- Mao Mita (Ancienne NMB48)
- Karen Iwata (de AKB48, team A)

Chanteuses fictionnelles titulaires
- Akemi Kanda (interprète une future "Yūko Ōshima")
- Ryōko Shiraishi (interprète une future "Minami Takahashi")
- Ayako Kawasumi (interprète une future "Sayaka Akimoto")
- Kana Ueda (interprète une future "Tomomi Itano")
- Yui Horie (interprète une future "Yuki Kashiwagi")
- Mamiko Noto (interprète une future "Haruna Kojima")
- Mai Nakahara (interprète une future "Sae Miyazawa")
- Yukari Tamura (interprète une future "Mayu Watanabe")
- Miyuki Sawashiro (interprète une future "Atsuko Maeda")

## Épisodes

### AKB0048
| Stage | 1re diffusion | Titre Japonais                               | Titre en anglais               | Titre en français            |
| ----- | ------------- | -------------------------------------------- | ------------------------------ | ---------------------------- |
| 1     | 29/04/2012    | Kesenai yume / 消せない夢                    | The Indelible Dream            | Rêves éternels               |
| 2     | 06/05/2012    | Erabareshi hikari / 選ばれし光               | The Chosen Lights              | Les lumières élues           |
| 3     | 13/05/2012    | Hoshikuzu ōdishon / 星屑オーディション       | Stardust Selection             | Sélection des étoiles        |
| 4     | 20/05/2012    | Sono Doryoku Uragiranai / その努力裏切らない | Your Efforts Aren't in Vain    | Vos efforts sont non vains   |
| 5     | 27/05/2012    | Sorezore no Kyūjitsu / それぞれの休日        | Their Day Off                  | Leur jour de repos           |
| 6     | 03/06/2012    | Hajimete no Akushukai / 初めての握手会       | The First Handshake Event      | Première poignée de main     |
| 7     | 10/06/2012    | Shūmei Kirara / 襲名キララ                   | Kirara of Succession           | Kirara de succession         |
| 8     | 17/06/2012    | Namima no Kiseki / 波間のキセキ              | To Whom Does That Name Belong? | A qui ce nom appartient-il ? |
| 9     | 24/06/2012    | Kimochi Rirēshon / キモチリレーション        | Emotion Relation               | Relation émotionnelle        |
| 10    | 01/07/2012    | Namima no Kiseki / 波間のキセキ              | Miracle of the Waves           | Le miracle des vagues        |
| 11    | 08/07/2012    | Rankasutā Futatabi / ランカスター再び        | Return to Lancastar            | Retour sur Lancastar         |
| 12    | 15/07/2012    | Ai wa Utau Aidoru / 愛をうたうアイドル       | The Idol Who Sings of Love     | Les idoles chantant l'amour  |
| 13    | 22/07/2012    | Egao no Tame ni / 笑顔のために               | For Their Smiles               | Pour leurs sourires          |

### AKB0048 Next Stage
| Stage | 1re diffusion | Titre Japonais                           | Titre en anglais                | Titre en français                      |
| ----- | ------------- | ---------------------------------------- | ------------------------------- | -------------------------------------- |
| 14    | 05/01/2013    | Shōjo Saiban / 少女裁判                  | The Young Girls' Trial          | Le Procès des Jeunes Filles            |
| 15    | 12/01/2013    | Shōgeki no Shintenkai!? / 衝撃の新展開!? | Shocking New Developments!?     | Une nouvelle initiative surprenante ?! |
| 16    | 19/01/2013    | Idol no Yoakemae / アイドルの夜明け前    | The Idol's Dark Before the Dawn | Leur obscurité avant l'aube            |
| 17    | 26/01/2013    | Shin Senbatsu Sōsenkyo / 新選抜総選挙    | New General Elections           | Les nouvelles élections générales      |
| 18    | 02/02/2013    | Kinjirareta Hoshi / 禁じられた星         | The Forbidden Star              | L'étoile interdite                     |
| 19    | 09/02/2013    | Kagayaki wo Tsugumono / 輝きを継ぐ者     | Inheritor of the Name           | L'héritier du Nom                      |
| 20    | 16/02/2013    | Mimori Kakumei / 美森革命                | Mimori Revolution               | La Révolution Mimori                   |
| 21    | 23/02/2013    | Kessen Akibasutā / 決戦アキバスター      | Decisive Battle on Akibastar    | Bataille décisive sur Akibastar        |
| 22    | 02/03/2013    | Aoi Uragiri / 青い裏切り                 | Blue Betrayal                   | Trahison bleue                         |
| 23    | 09/03/2013    | Zekkyō Paradaisu / 絶叫パラダイス        | Screaming Paradise              | Cri du Paradis                         |
| 24    | 16/03/2013    | Tobira no Mukōgawa / 扉の向こう側        | Beyond the Door                 | Au-delà de la porte                    |
| 25    | 23/03/2013    | Gekijō e no Michi / 劇場への道           | The Path to the Theater         | Le chemin vers le théâtre              |
| 26    | 30/03/2013    | No Name... / NO NAME...                  | No Name...                      | No Name...                             |

## Vidéos
- 27/06/12 : AKB0048 VOL.01　(épisodes 1 & 2 ;　Blu-ray / DVD)
- 25/07/12 : AKB0048 VOL.02　(épisodes 3 à 5 ;　Blu-ray / DVD)
- 05/09/12 : AKB0048 VOL.03　(épisodes 6 à 8 ;　Blu-ray / DVD)
- 26/09/12 : AKB0048 VOL.04　(épisodes 9 à 10 ;　Blu-ray / DVD)
- 31/10/12 : AKB0048 VOL.05　(épisodes 11 à 13 ;　Blu-ray / DVD)

## Manga
- AKB0048 Episode 0
- AKB0048 Heart-Gata Operation (AKB0048 ハート型オペレーション?)
- AKB0048 Gaiden Tobidase! AKB Zero Zero Jogakuen (AKB0048外伝 とびだせ!AKBぜろぜろ女学園?)
- AKB0048 Uchū de Ichiban Gachi na Yatsu! (AKB0048 宇宙で一番ガチなヤツ!?)